# Dekapolis (Syrië)
Dekapolis (van het Griekse δέκα 'tien' en πόλις 'stad') was een tienstedenbond in Syrië aan het begin van de gangbare jaartelling. Dekapolis grensde aan het Joodse land en de meeste steden hadden daar ook deel van uitgemaakt in de tijd van de Hasmoneeën.

## Steden van Dekapolis

De steden van Dekapolis (in zwarte letters)

Plinius de Oudere noemt de volgende tien steden die deel uitmaakten van Dekapolis:
1. Damascus, de hoofdstad van het hedendaagse Syrië,
2. Gadara (Umm Qais), in het huidige Jordanië,
3. Hippos (Sussita), in het huidige Israël,
4. Dion (Capitolias) in het huidige Jordanië,
5. Pella, in het huidige Jordanië,
6. Canatha (Qanawat), in het hedendaagse Syrië,
7. Raphana of Abila, in het huidige Jordanië,
8. Philadelphia (Amman), de hoofdstad van het hedendaagse Jordanië
9. Gerasa[2], in het huidige Jordanië
10. Skytopolis (Beth-Shean), in het huidige Israel.

Plinius merkt daarbij op dat er verschillende lijsten van steden van Dekapolis de ronde deden en dat dit de meest geaccepteerde is. Een Griekse inscriptie uit Palmyra vermeldt Abila als een van de steden van Dekapolis, maar vermoedelijk is dit een andere benaming voor Raphana.

## Geschiedenis

### Hellenistische en Hasmonese periode
De steden van de Dekapolis zijn voor het merendeel Griekse poleis geconstrueerd of opnieuw opgebouwd in de Hellenistische periode, na de veroveringen van Alexander de Grote, toen het gebied geregeerd werd door de Ptolemaeën en later door de Seleuciden. Deze steden vormden in die periode geen zelfstandig gebied.
Omstreeks de overgang van de 2e naar de 1e eeuw v.Chr., toen het Seleucidische rijk in kracht afnam, werden steeds meer steden veroverd door de Nabateeërs en de Hasmoneeën.
De Hasmonese vorst Alexander Janneüs wist in 82 v.Chr. de meeste steden aan zijn rijk toe te voegen. Philadelphia (het latere Amman) bleef echter in Nabateese handen.

### Dekapolis

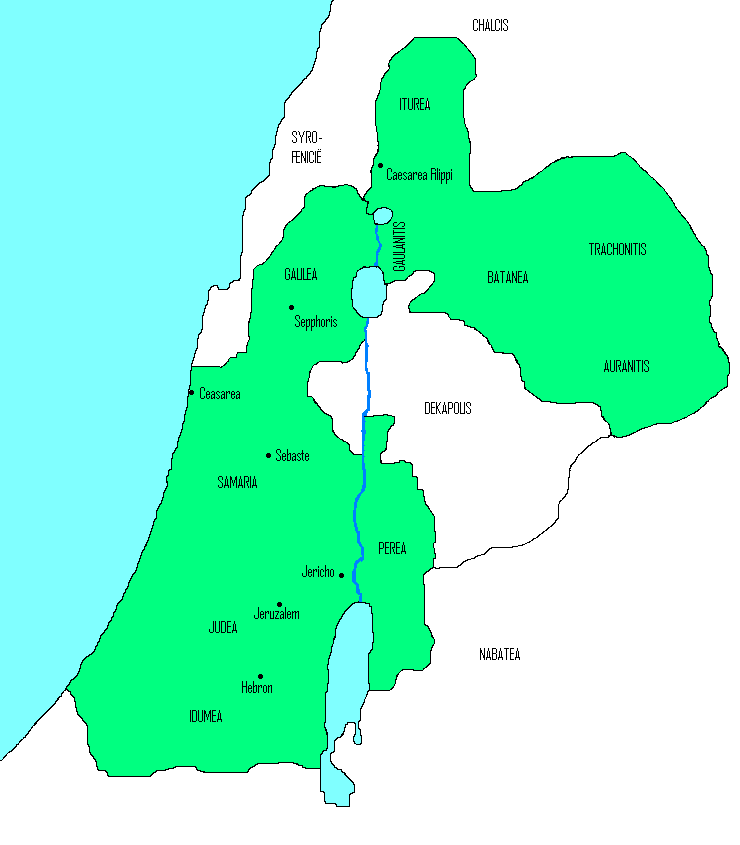
Dekapolis omringd door het Joodse land t.t.v. de Herodianen

De veroveringen van Pompeius in 64/63 v.Chr. maakten een einde aan de Hasmonese en Nabateese heerschappij over de steden.
Pompeius maakte van de steden een tienstedenbond - een zelfstandige politieke eenheid - die verantwoording verschuldigd was aan de legati van de provincia Syria. Vanaf deze periode wordt het begrip 'Dekapolis' voor het gebied gebruikt.
Pompeius' optreden werd beleefd als een bevrijding van het juk van de overheersers. De nieuwe jaartelling, welke in deze steden werd ingevoerd, begint op de datum van de verovering door Pompeius.
Omdat de steden veel te lijden hadden gehad onder het geweld van de verschillende oorlogen, liet Pompeius grootschalige herstelbouwwerken uitvoeren.
Gedurende de Herodiaanse periode bleef de Dekapolis een zelfstandig gebied.
De grootste stad was Skytopolis.
Het bestuurlijk en economisch centrum was Gadara, het huidige Umm Qais. Dit was ook de stad die het eerst het recht kreeg eigen munten te slaan.
Vanaf de tijd van Octavianus waren in Raphana de Romeinse legioenen III Gallica en XII Fulminata gelegerd.
Tijdens de Joodse Oorlog (66-70 na Chr.) hadden de steden van Dekapolis veel te lijden van de Zeloten die plundertochten in het gebied ondernamen. In sommige steden werden de Joodse inwoners afgeslacht (in ieder geval in Hippos en Gadara). Gerasa moedigde Joodse inwoners aan de stad te verlaten en voorzag hen van een vrijgeleide tot aan de grens met Judea. Dankzij de hulp van Vespasianus kwam er een einde aan de plundertochten. Scytopolis werd enige tijd Vespasianus' hoofdkwartier.
In deze periode zocht en vond de christelijke gemeente uit Jeruzalem een veilig heenkomen in Pella.
In 106 na Chr. lijfde keizer Trajanus het rijk van de Nabateeërs in bij het Romeinse Rijk als provincia Arabia. Ook het gebied van Dekapolis werd tot deze provincia gerekend. Hierdoor kwam een feitelijk einde aan de tienstedenbond.
Ook na het einde van de Romeinse bezetting van Arabia vormden de steden niet opnieuw een politieke eenheid. Het bewustzijn van een historische en culturele verbondenheid bleef echter nog lange tijd bestaan, vermoedelijk tot in de vierde eeuw.

## Bijbel
De Dekapolis wordt enkele malen in het Nieuwe Testament genoemd. De invloed van Jezus' optreden rond het Meer van Galilea strekte zich uit tot de streek bij Hippos en Gadara.